# 蓮の葉
蓮の葉（はすのは）とは蓮という水生植物の水面に浮いている葉のことをさし漢方薬の伝来により荷葉（かよう）ともいう。また蓮根（れんこん）の葉としても馴染が深い。ヒンドゥー教、仏教、密教においては「蓮」そのものが特別な意味を持ち蓮の花、蓮の実と共に珍重される。蓮の葉はロータス効果という現象の説明において代表的なものでもある。
また日本においては上記の宗教とは違う別の意味も存在するが、下記にて後述する。

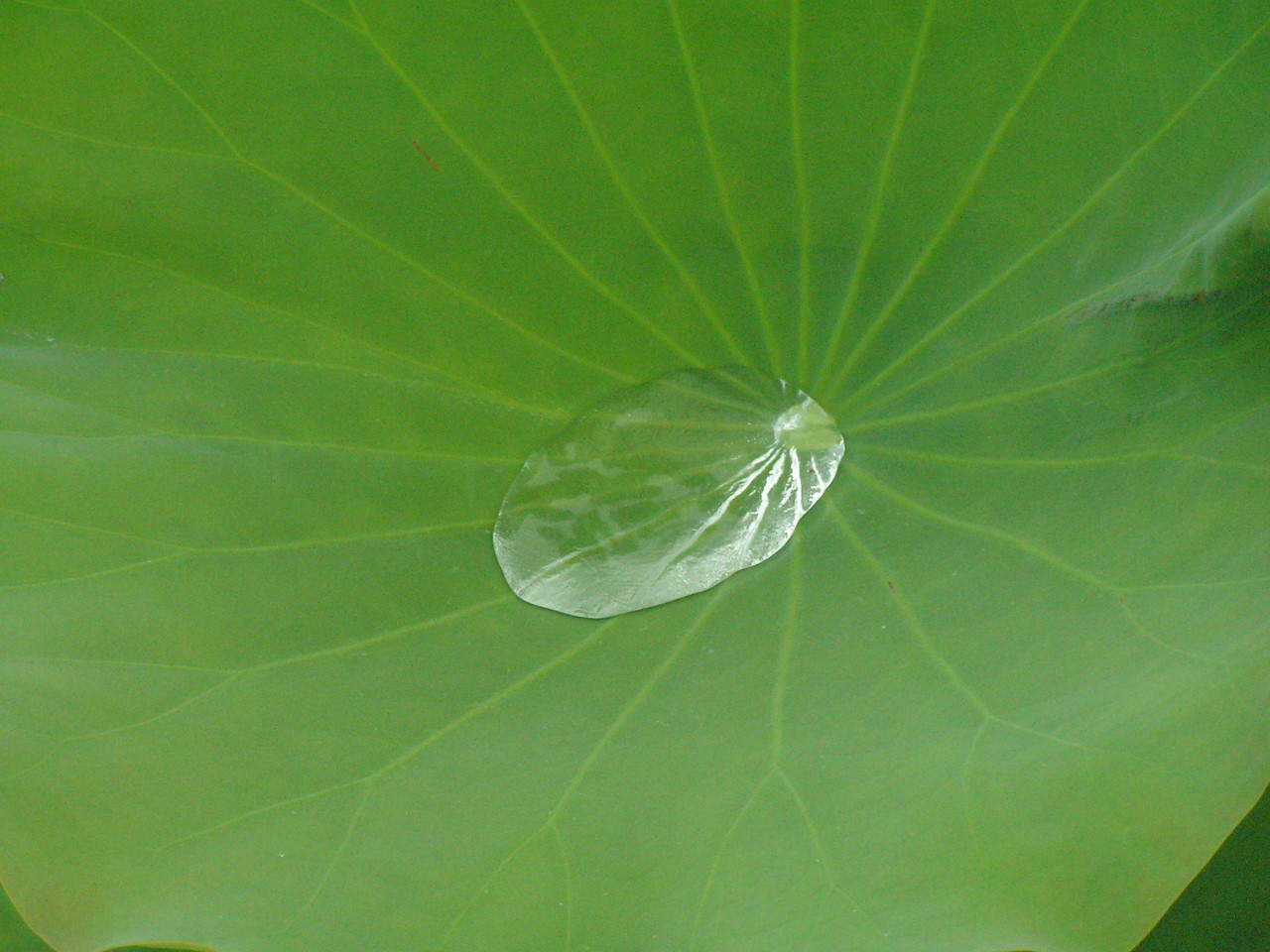
ハスの葉

## 蓮の葉の意味と宗教

### 蓮の葉商い
蓮の葉商い（蓮の葉商ひ、蓮葉商い）とは、古くから日本各地の朝市や縁日などで、その時々に自生する銀杏、アケビ、椎（しい）などの木の実や五節句、二十四節気の年中行事に必要な季節物をその期日の前に商いしていた者をさし、（近年、近代から八百屋や花屋や街商も季節物を売っていた）その中で盂蘭盆(うらぼん)に使う蓮の実や蓮の葉が特に珍重された事や、商品の多くを蓮の葉や蕗（ふき）の葉の皿の上に置いて売っていたという事などから、季節物を扱う商人を「蓮の葉商い」（はすのはあきない）と呼ぶようになった。しかし季節物という短期使用のいわゆる、消え物であることから多少品質が悪くとも問題にならない、しない物という捉えかたがされ、きわもの売りやまがい物を売る者という意味を持つようになり、蓮の葉の言葉の意味が際物（きわもの）やまがい物を指すようになった。
季節ごとの主な商品
- 1月　一月一日 - 七日の正月・人日の節句---橙（だいだい）、榊、松、竹
- 2月　二月三日の節分---鰯や柊、大豆「鬼が入らないための結界と追い出すための道具」
- 3月　三月三日の桃の節句---桃の花
- 4月　四月八日の灌仏会（釈迦の誕生日）---甘茶「紫陽花の近縁種の植物の葉」
- 5月　五月五日の端午の節句---柏の葉、菖蒲「柏餅、菖蒲湯」
- 7月　七月七日の七夕---笹や竹
- 8月　八月十三 - 十六日
  - 盂蘭盆（仏教行事）---蓮の葉、蓮の実
  - お盆（日本古来の祖先崇拝の祭り）---鬼灯・酸漿(ほおずき)、真菰馬（まこもうま）、小豆、大角豆（ささげ）関東地方では豆がはぜるのが切腹と通じるのを嫌い小豆の代わりにこれで赤飯を作った。
- 9月　九月二十五日の月見---ススキ、枝豆、栗
- 10月　十月十九日・二十日の恵比寿講---　大根、牛蒡（ごぼう）などの根菜や魚（恵比寿は日本では漁業の神でもある）「五穀豊穣と大漁祈願の祭事」
- 12月
  - 十二月十三日のすす払い---鯨「すす払いの後、鯨汁を作って食べる習慣があるため」
  - 十二月二十二日の冬至---柚、南瓜（かぼちゃ）「柚湯、南瓜粥で冬の英気を養った」

#### 海外での蓮の商い
上座部仏教が盛んな東南アジア諸国では蓮は宗教的意味合いから珍重され、蓮に関連する商いがある。ベトナムなどでは、蓮池に小舟で漕ぎ出でて、蓮の葉の朝露を集めて売ったり、また蓮の葉の朝露と同じようにして作られる蓮の花茶というお茶があり、蓮の花の蕾（つぼみ）の中に高級茶葉をいれ蓮の花の香り付けした後にまた一ずつその蕾を摘んで茶葉を小舟で回収するといった、手間隙がかかる最高級のお茶が売られている。

### 蓮の葉女
蓮の葉女（はすのはおんな）とは、古くは蓮葉女（はすはめ）、蓮葉（はすば、はすわ）といい、また現在ではあまり使われなくなっているが蓮っ葉女（はすっぱおんな）、蓮っ葉（はすっぱ）、蓮っ葉娘（はすっぱむすめ）と表現される。意味としてはお転婆、生意気、媚を売る、馴れ馴れしいなど軽はずみな言動をする女性や浮気性や根無し草のように住処を転々とする女性をさす。
語源は諸説さまざまで蓮の葉が風や水面（みなも）の波によりゆらゆらする様や蓮の葉の朝露がころころと転がる様という形態を模してという説。蓮の葉商いの季節ごとに商品が変わる事やきわ物やまがい物といった意味などから引用されたという説。また井原西鶴の『好色一代女』貞享3年(1686年)に蓮葉女として記述され、上方の大店の問屋で雇用された上客を接待するための閨（ねや）をともにする女性として描かれていて、職業の名前からの引用という説がある。しかしこの中のひとつが語源になったのか、または複合的に渾然一体となってこのような言葉の意味ができたのか定かでない。

#### 海外での蓮女
古代インドでは、ヒンドゥー教の多くの神（男性や動物の神も多数存在する）の中から女神信仰が生まれた影響で、女性を格付けするようになり、最高に素晴らしい女性を「蓮女」といいその最高峰の象徴としてラクシュミー神（日本では吉祥天として知られるが、仏教では吉祥天、密教では吉祥天女）を崇拝した。

## 食用
蓮葉飯
蓮葉飯（はすはめし）とは蓮飯（はすめし）ともいい、蓮の葉を蒸しあげ塩を加え柔らかくして細かく刻んで炊き立てのご飯と混ぜたもの。盂蘭盆や一部の仏教宗派の祭礼の供物や名物として、現在でもその門前町の商店やお寺でも食することはできるが、一般ではほとんど作られることがない料理。また似たものとして蓮粥（蓮葉粥）という料理もある。
蓮の葉のちまき
中国や東南アジアの蓮飯（レンハン）、中国語では荷葉飯（フーイエファン）ともいいその他にもタイ語でカオホーバイブア（ข้าวห่อใบบัว）といい日本で言うちまきのことで、粳米（うるちまい）や餅米（もちごめ）などをさまざまな食材と一緒に蓮の葉包みの蒸したもののことである。当然、ちまきの葉は他にも笹やコモ、タイではバイトゥーイなども使い、現在の中国では、料理のひとつとして紹介されているが、古くは蓮を使う時は宗教的意味合いをもっていた。
蓮茶